# Sempervivum ballsii
Sempervivum ballsii és una espècie de planta amb flors de la família de les crassulàcies (Crassulaceae) del gènere Sempervivum.

## Descripció
Sempervivum ballsii creix com una roseta i les seves rosetes fan 3 cm d'ample, semiobertes, amb pocs i forma estolons en tiges curtes i robustes. Les fulles són gruixudes i obovades de color verd brillant i glabres quan són madures, llevat d'alguns pèls marginals a la meitat inferior. Les tiges florals fan fins a 10 cm d'alçada amb fulles peludes a la part inferior. Les flors fan 1,6 cm d'ample amb 12 pètals rosats amb una línia carmesí trencada al centre i verd a sota.
L'època de floració entre els mesos de juny i juliol.

## Distribució i hàbitat
Sempervivum ballsii és natiu a Bulgària i al nord-oest de Grècia sobre roques per sobre dels 2000 m.

## Taxonomia
Sempervivum ballsii va ser descrita per Royden Samuel Wale i publicat a Bulletin of Miscellaneous Information, Royal Gardens, Kew 143, a l'any 1940.
Etimologia
Sempervivum: nom compost per a dues paraules llatines Semper ("sempre") i vivus ("vivent"). Són Sempervivum a causa de ser plantes perennes que mantenen les fulles a l'hivern, i ser força resistents a condicions dificultoses de creixement.
ballsii: epítet